# 오카야마촌 (지바현)
오카야마촌(丘山村)은 지바현 야마베군·산부군에 일찍이 존재했던 촌이다. 1953년 4월 1일 오카야마촌 및 도가네정, 마사키촌, 도요나리촌, 고헤이촌, 야마토촌 등 6개 정·촌이 합병, 도가네정이 신설되고 폐지되었다.

## 역사
- 1889년 4월 1일 - 정촌제 시행에 수반해 야마베군 오카야마촌이 성립하였다.
- 1899년 4월 1일 - 야마베군이 폐지되어 산부군이 되었다.
- 1953년 4월 1일 - 오카야마촌, 고헤이촌, 도요나리촌, 마사키촌, 야마토촌의 일부와 합병해 새로운 도가네시를 신설되어, 동일 오카야마촌은 폐지되었다.